# Dysstroma nigerrima
Dysstroma nigerrima är en fjärilsart som beskrevs av Karl Schawerda 1920. Dysstroma nigerrima ingår i släktet Dysstroma och familjen mätare. Inga underarter finns listade i Catalogue of Life.